# CONFIG.SYS
CONFIG. SYS là chính tập tin cấu hình cho hệ điều hành DOS và OS/2. Đó là một tệp văn bản ASCII đặc biệt chứa các chỉ thị thiết lập hoặc cấu hình có thể truy cập của người dùng được đánh giá bởi DOS BIOS của hệ điều hành (thường nằm trong IBMBIO. COM hoặc IO.SYS) trong khi khởi động. CONFIG. SYS đã được giới thiệu với DOS 2.0.

## Sử dụng
Các chỉ thị trong tệp này cấu hình DOS để sử dụng với các thiết bị và ứng dụng trong hệ thống. Các chỉ thị của CONFIG.SYS cũng thiết lập các trình quản lý bộ nhớ trong hệ thống. Sau khi xử lý CONFIG.SYS, DOS tiến hành tải và thực thi giao diện dòng lệnh được chỉ định trong dòng SHELL của CONFIG. SYS, hoặc COMMAND.COM nếu không có dòng nào như vậy. Giao diện dòng lệnh lần lượt chịu trách nhiệm xử lý tập tin AUTOEXEC.BAT.
CONFIG. SYS bao gồm hầu hết các chỉ thị name = value trông giống như các lệnh gán biến. Trong thực tế, những lệnh gán này sẽ xác định một số tham số có thể điều chỉnh thường dẫn đến việc lưu trữ bộ nhớ hoặc tải tệp, chủ yếu là trình điều khiển thiết bị và các chương trìnhTSR, vào bộ nhớ.
Trong DOS, CONFIG. SYS nằm trong thư mục gốc của ổ đĩa mà hệ thống đã được khởi động.